# Framework Computer
Framework Computer Inc. är en amerikansk tillverkare av bärbara datorer, med fokus på reparationsmöjligheter och uppgraderbarhet. Deras bärbara datorer är byggda för att vara enkla att ta isär, med utbytbara delar. Företaget har tagit ställning för konsumentens rätt att reparera sina egna produkter, vilket också är deras affärsidé. Företagets tillvägagångssätt kring Right to repair har gjort att Louis Rossman och Linus Sebastian har hyllat företaget.